# Conus infinitus
Espèce
Statut de conservation UICN

 LC  : Préoccupation mineure
Conus infinitus est une espèce de mollusques gastéropodes marins de la famille des Conidae.
Comme toutes les espèces du genre Conus, ces escargots sont prédateurs et venimeux. Ils sont capables de « piquer » les humains et doivent donc être manipulés avec précaution, voire pas du tout.

## Description
La taille d'une coquille adulte varie entre 12 mm et 25 mm.

## Distribution
Cette espèce est présente dans l'océan Atlantique au large de l'île de Maio, Cap-Vert.

### Niveau de risque d’extinction de l’espèce
Selon l'analyse de l'UICN réalisée en 2011 pour la définition du niveau de risque d'extinction, cette espèce est très restreinte dans son aire de répartition se trouvant uniquement dans les baies le long d'une bande de 34 km de côte. Il n'existe aucun projet de développement touristique, aucun petit port, ni aucune route menant à la région, de sorte qu'il n'y a en 2011 aucune menace pour cette espèce. Le prélèvement pour le commerce des coquillages est limité et n'est donc pas considéré comme une menace. L'espèce est considérée comme une préoccupation mineure, mais si la zone est développée ou si une route est construite, le statut de conservation doit être réévalué.

## Taxonomie

### Publication originale
L'espèce Conus infinitus a été décrite pour la première fois en 1990 par le malacologiste espagnol Emilio Rolán Mosquera (1935-) dans la publication intitulée « Iberus »,.

### Synonymes
- Africonus infinitus (Rolán, 1990) · appellation alternative
- Conus (Lautoconus) infinitus Rolán, 1990 · non accepté